# الزر (عين العرب)
الزر قرية سوريّة تتبع إداريّاً لمحافظة حلب منطقة عين العرب ناحية مركز شيوخ تحتاني، بلغ تعداد سكانها 551 نسمة حسب التعداد السكاني لعام 2004.